# Jon Hopkins

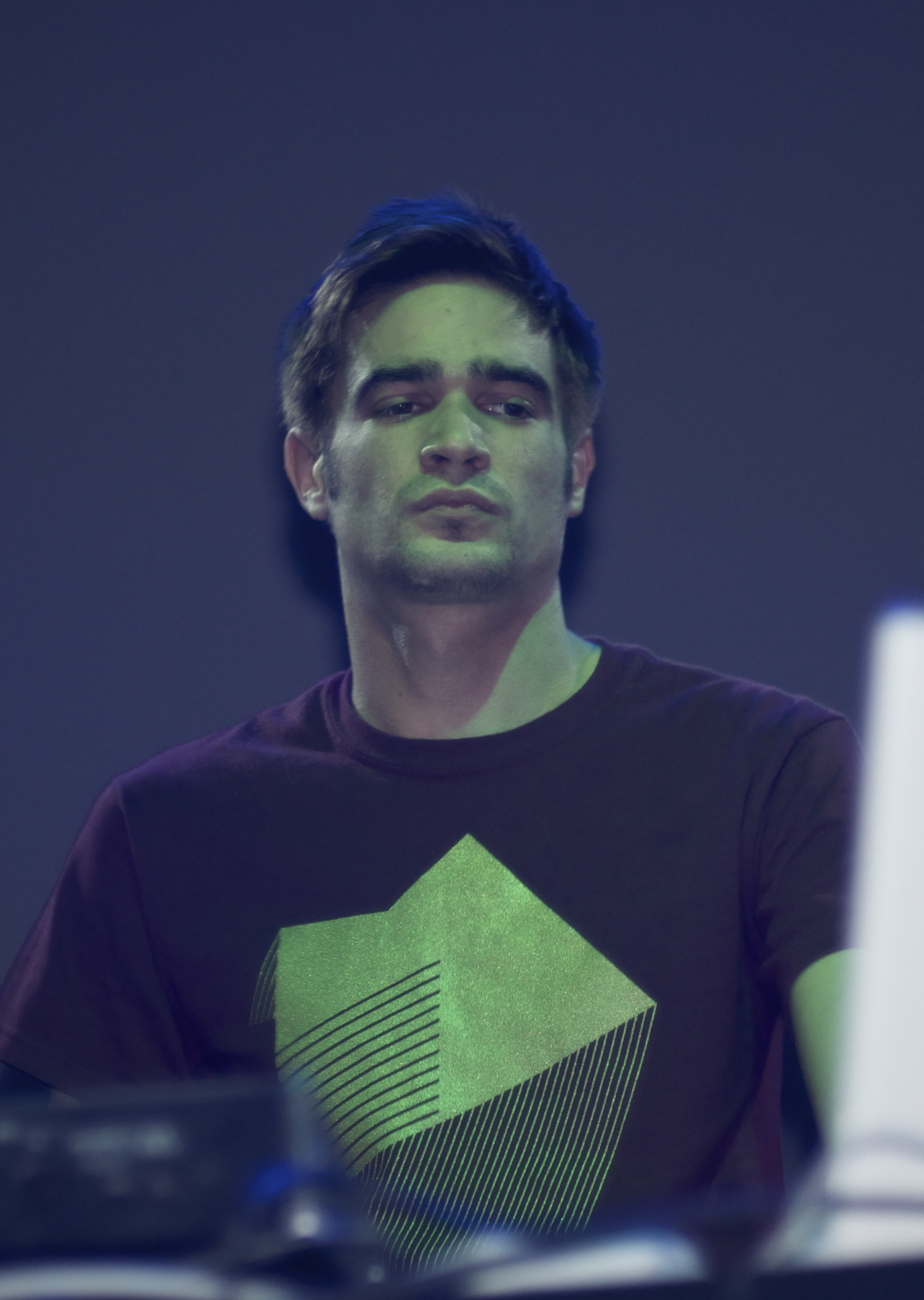
Jon Hopkins (2010)

Jon Hopkins (* 15. August 1979 in London) ist ein britischer Musikproduzent, DJ und Remixer im Bereich Electro und House.
Nach seiner Karriere als Keyboarder für Imogen Heap trug er zu Produktionen von Brian Eno, Coldplay, David Holmes und weiteren bei. Weiter produzierte Hopkins den Soundtrack für den 2010 erschienenen Film Monsters, welcher für den Ivor Novello Award nominiert war. Sein drittes Soloalbum erreichte Platz 15 in den Dance/Electronic Album Charts im Jahre 2009.

## Biografie
Jon Hopkins wurde 1979 im Stadtteil Wimbledon im Süden von London geboren, wo er auch aufwuchs. Schon im Alter von sieben oder acht Jahren begeisterte ihn elektronische und House-Musik. Er war ein Fan von Depeche Mode und den Pet Shop Boys, welche auch seine ersten eigenen Songs beeinflussten.
Mit 12 Jahren begann Hopkins, in einer Jugendgruppe des Royal College of Music in London Klavier zu lernen, wo er bis zum Alter von 17 Jahren blieb. Mit 14 Jahren bekam er seinen ersten Computer, einen Amiga 500, auf dem er digitale Musik programmierte. Ein Jahr später kaufte er sich vom Preisgeld eines gewonnenen Klavierwettbewerbs einen professionellen Roland-Synthesizer, mit dem er vollständige Kompositionen anfertigte.

## Diskografie
Soloalben
- 2001: Opalescent
- 2004: Contact Note
- 2009: Insides
- 2013: Immunity
- 2018: Singularity
- 2021: Music for Psychedelic Therapy
- 2021: Piano Versions
- 2024: Ritual

Soundtracks
- 2009: In meinem Himmel OST (mit Brian Eno und Leo Abrahams)
- 2010: Monsters OST
- 2013: How I Live Now OST

Gemeinschaftsproduktionen
- 2005: Another Day on Earth von Brian Eno (Keyboard)
- 2006: Around in Circles von Dan Arborise (Produktion, Mix)
- 2006: De-Fence 10x10:02 (EP)
- 2006: Escapism, Vol.1 (Produktion)
- 2006: Escapism, Vol.2 (Produktion)
- 2007: Bombshell von King Creosote (Produktion, Mix)
- 2008: Viva la Vida or Death and All His Friends von Coldplay (Co-Produktion, Co-Komposition, Keyboard)
- 2008: The Holy Pictures von David Holmes
- 2010: Small Craft on a Milk Sea von Brian Eno (Co-Komposition, Piano, Keyboard, Electronics)
- 2011: Diamond Mine (EP) mit King Creosote (Produktion, Mix)
- 2011: Honest Words (EP) mit King Creosote (Produktion, Mix)
- 2011: Mylo Xyloto von Coldplay („Licht und Animation“, Keyboard)
- 2012: The Jubilee (EP) mit King Creosote (Produktion, Mix)
- 2014: Ghost Stories von Coldplay (Co-Produktion, Co-Writing)

Kompilationen
- 2006: Wire auf Electric Fence
- 2011: Abandon Window auf For Nihon
- 2015: Late Night Tales auf Late Night Tales

Remixes
- 2002: Breathe In von Frou Frou
- 2003: Deepest Blue von Deepest Blue
- 2004: Evergreen von Clarkesville
- 2005: Vice-Like Gist of It von King Creosote
- 2006: Spider von Leo Abrahams (2006)
- 2007: Woozy With Cider von James Yorkston
- 2007: Green Grows the Laurel von The Memory Band
- 2009: First Train Home von Imogen Heap
- 2009: Hey, Who Really Cares von Headless Heroes (feat. Alela Diane)
- 2010: Two Dancers von Wild Beasts
- 2010: Angel Echoes von Four Tet
- 2010: Us von Nosaj Thing
- 2011: I Know von David Lynch
- 2011: Panta Rei von Agoria
- 2013: Amenamy von Purity Ring
- 2014: Midnight von Coldplay
- 2014: Last Time von Moderat
- 2014: Midnight von Coldplay
- 2015: Magnets von Disclosure
- 2018: Glitter von Daniel Avery
- 2020: The Difference von Flume
- 2022: Halcyon & On von Orbital